# József Vértesy
József Vértesy   (Sombor, 19 de febrer de 1901 - Budapest, 21 de desembre de 1983) va ser un waterpolista hongarès que va competir durant la dècada de 1920 i 1930.
El 1924 va prendre part en els Jocs Olímpics de París, on fou cinquè en la competició de waterpolo. Quatre anys més tard, als Jocs d'Amsterdam, va guanyar la medalla de plata en la competició de waterpolo i el 1932, als Jocs de Los Angeles, guanyà la medalla d'or. En el seu palmarès també destaquen set lligues hongareses de waterpolo i quatre campionats d'Europa (1926, 1927, 1931, 1934).